# Semiónov (Krasnodar)
Semiónov (del ruso: Семёнов) es un jútor del raión de Ust-Labinsk del krai de Krasnodar de Rusia. Está situado en el lugar donde el río Zelenchuk Vtorói, afluente del río Kubán, recibe las aguas del Sredni Zelenchuk, 20 km al este de Ust-Labinsk y 79 km al nordeste de Krasnodar, la capital del krai. Tenía 194 habitantes en 2010.
Pertenece al municipio Brátskoye.